# Đảo luyện đồ
Đảo luyện đồ (chữ Hán: 搗練圖) là bức tranh lụa cuộn của họa sĩ thời Đường Trương Huyên (713-755). Bức tranh này miêu tả cảnh trong cung đình những người phụ nữ đang giã tơ tằm làm quần áo cho mùa đông.

## Mô tả
Nó thường được xem như là một tài liệu quý giá về hoạt động của phụ nữ cổ đại dưới thời Tống, đặc biệt là cách trồng dâu nuôi tằm, tuy nhiên, bằng chứng văn học làm sáng tỏ rằng bức tranh của Trương Huyên đáng kể xét lại, nhìn bức tranh bên ngoài là trình bày ba công đoạn ban đầu của sản xuất quần áo tuy nhiên tác phẩm còn độc đáo ở chỗ nó còn có ý nghĩa về mặt văn học, và có hàm ý phồn thực. Tác phẩm chỉ miêu tả công việc của người phụ nữ với chồng mình là nuôi tằm, dệt vải, sự chung thủy của người vợ với chồng mình, nhưng sâu xa, tác phẩm hàm ý sự trung thành của tác giả của mình với triều đại đang sống, gửi gắm tâm tư nguyện vọng với hoàng đế đang cai trị, ẩn dụ sự tận tâm với vua, sự cúc tung tận tụy của mệnh quan triều đình với vị vua tại vị của mình.
Công việc trong bức tranh mô tả chi tiết công đoạn của người trồng dâu, nuôi tằm, dệt vải, phản ánh một giai đoạn lịch sử một thời của nông nghiệp, thủ công nghiệp dưới thời Đường, sự thịnh vương sung túc thể hiện trên quần áo người phụ nữ trong tranh. Tóc búi cao, quần áo tươm tất, sạch đẹp, tuy nhiên phản ánh trang phục thời Đường trong hoàng tộc còn có phần nặng nhọc, to và thô kệch dù hoa văn, họa tiết trên chất liệu vải sắc sảo, tuyệt đẹp.
Công đoạn dệt vải là sau khi dệt thường thô cứng, vì vậy phải giã và đập, việc giã và đập làm cho chất liệu vải mềm mại hơn. Hành động thêu, nhuộm, đập giã mô tả khá chi tiết thành 3 phần(3 công đoạn) khác nhau.
Phân công nhiệm vụ trong xã hội rất rõ rệt và được thể hiện trong tranh dưới thời Đường, trẻ em thì không tham gia vào lao động mà chỉ nô đùa, người phụ nữ ở nhà cáng đáng chuyện đồng áng, trồng dâu, nuôi tằm, chăm sóc con, người đàn ông làm kinh doanh, buôn bán hay làm các công viêc quan trọng.

## Bản sao
Đến thời Tống, vua Tống Huy Tông đã sao chép lại bức tranh này. Bản sao "Đảo luyện đồ" của Tống Huy Tông cũng là bản sao duy nhất của bức tranh này còn tồn tại đến nay và hiện được lưu giữ tại Viện Bảo tàng Nghệ thuật ở thành phố Boston, bang Massachusetts, Hoa Kỳ.

## Tem bưu chính
Ngày 13-04-2013, Bưu chính Trung Quốc phát hành bộ tem chuyên đề gồm 3 mẫu và 1 block giới thiệu bức tranh "Đảo luyện đồ" (Giã lụa trắng) của danh họa Trương Huyên thời Đường.